# 博尔盖托迪瓦拉
博尔盖托迪瓦拉（義大利語：Borghetto di Vara），是意大利拉斯佩齐亚省的一个市镇。总面积27.33平方公里，人口1004人，人口密度36.7人/平方公里（2009年）。ISTAT代码为011006。

## 友好城市
- 德国施内肯洛黑 1993年